# Aflou
Aflou là một đô thị thuộc tỉnh Laghouat, Algérie. Dân số thời điểm năm 2002 là 53.26 người.